# 普奇雷奇
普奇雷奇（西班牙語：Puigreig，加泰隆尼亞語發音：[ˌpu(dʒ)ˈretʃ]）是西班牙加泰罗尼亚巴塞罗那省的一个市镇。总面积46平方公里，总人口4264人（2013年），人口密度92人/平方公里。